# Экономика Республики Гаити
Гаити — слаборазвитое аграрное государство. Чрезвычайно отсталая страна в Вест-Индии и одно из беднейших государств мира. Гаити — одна из самых бедных и нестабильных стран мира; самая бедная страна Америки, постоянно страдающая от голода, стихийных бедствий и государственных переворотов. Среди островных государств Республика Гаити является одной из самых бедных в мире. По ВВП на душу населения (номинал) — $1673 (2-е самое низкое после Коморских Островов, 2022 год). По ВВП на душу населения (ППС) — $3166 (4-е самое низкое после Кирибати, Соломоновых Островов и Вануату, 2022 год). Экономика соседней по острову Гаити страны Доминиканской Республики почти на 574 % больше экономики Гаити. По состоянию на 2022 год расчетный ВВП на душу населения (номинал) в Гаити составляет $1673, а в Доминиканской Республике — $10 573, по ВВП на душу населения (ППС) в Гаити составляет $3166, а в Доминиканской Республике — $24 120. 60 % населения безработны, 50 % — неграмотны, 80 % населения живут за чертой бедности. СПИДом заражены 6 % населения — 5 % сельского, 12 % городского.
Почти 70 % заняты в сельском хозяйстве, при этом большинство из них работают на небольших домашних фермах, где занято почти две трети активной рабочей силы. Основными проблемами экономики Гаити являются высокая инфляция, дефицит внешней торговли, коррупция и отсутствие инвесторов. Кроме того, землетрясение 2010 года негативно повлияло на экономикy Гаити.

## Экономическая история
В колониальный период Гаити экспортировало плантационные культуры — хлопок, кофе, какао. Специализация на экспорте сельскохозяйственных продуктов сохраняется и ныне.
До 1970-х годов промышленность Гаити была представлена мелкими предприятиями лёгкой и пищевой промышленности, производившими текстиль, цемент, краски, мыло, обувь и перерабатывающие сельскохозяйственную продукцию.
В 1970-х годах на острове были построены экспорториентированные предприятия по производству электроники, игрушек и обуви. Туризм стал играть важную роль в экономике страны, однако в 1980-х годах поток туристов сократился из-за распространения СПИДа и из-за нестабильной политической ситуации.
|     | Год  | ВВП, $ | ВВП на душу населения, $ | Инфляция |
| --- | ---- | ------ | ------------------------ | -------- |
| 1.  | 1980 | 8037   | 1482                     | 18       |
| 2.  | 1981 | 8526   | 1544                     | 8,1      |
| 3.  | 1982 | 8709   | 1550                     | 8,5      |
| 4.  | 1983 | 9074   | 1586                     | 8,8      |
| 5.  | 1984 | 9475   | 1627                     | 8,1      |
| 6.  | 1985 | 9850   | 1661                     | 8,5      |
| 7.  | 1986 | 10049  | 1665                     | 8,5      |
| 8.  | 1987 | 10246  | 1667                     | -5,0     |
| 9.  | 1988 | 10657  | 1714                     | 2,9      |
| 10. | 1989 | 10738  | 1693                     | 10,9     |
| 11. | 1990 | 11268  | 1740                     | 20,4     |
| 12. | 1991 | 11882  | 1802                     | 19,0     |
| 13. | 1992 | 11510  | 1712                     | 21,3     |
| 14. | 1993 | 11136  | 1623                     | 18,8     |
| 15. | 1994 | 10014  | 1428                     | 37,4     |
| 16. | 1995 | 11230  | 1566                     | 30,2     |
| 17. | 1996 | 11,917 | 1624                     | 21,9     |
| 18. | 1997 | 12,443 | 1747                     | 16,2     |
| 19. | 1998 | 12,856 | 1766                     | 13,5     |
| 20. | 1999 | 13,395 | 1801                     | 8,0      |
| 21. | 2000 | 13,806 | 1817                     | 11,0     |
| 22. | 2001 | 13,900 | 1802                     | 16,7     |
| 23. | 2002 | 14,156 | 1785                     | 9,6      |
| 24. | 2003 | 14,513 | 1798                     | 26,7     |
| 25. | 2004 | 14,333 | 1744                     | 28,3     |
| 26. | 2005 | 14,917 | 1783                     | 16,8     |
| 27. | 2006 | 15,604 | 1832                     | 13,1     |

## Сельское хозяйство
В сельском хозяйстве занято две трети населения. Обрабатываемые земли составляют треть территории страны. Безземельные крестьяне составляют почти половину сельского населения. Обработка земли ведётся примитивными средствами. Развитие сельского хозяйства затруднено из-за условий ландшафта — хорошо орошаемые земли находятся в горных районах, что не позволяет разворачивать крупные хозяйства, а равнины слишком засушливы. Кофе, хлопок и какао-бобы — основные продукты экспорта Гаити. Для внутреннего потребления выращиваются также картофель, рис, просо, бананы, кукуруза.

## Промышленность
На Гаити найдены месторождения золота, бокситов, молибдена и меди, но месторождения слабо освоены и минералы добываются в малом количестве. Добывающая промышленность не играет существенной роли в промышленности страны. Главные отрасли промышленности — пищевая, цементная и другие.

## Транспорт
Протяжённость автомобильных дорог составляет примерно 4 тысячи километров, но большая их часть не имеет твёрдого покрытия и потому они непригодны в сезон дождей. Между главными городами страны проложены дороги с твёрдым покрытием, есть железные дороги.
Аэропорты
- всего — 14, в том числе:
  - с твёрдым покрытием — 4
  - без твёрдого покрытия — 10

Автомобильные дороги
- всего — 4160 км, в том числе:
  - с твёрдым покрытием — 1011 км
  - без твёрдого покрытия — 3149 км

Крупнейшие порты
- Жакмель, Жереми, Кап-Аитьен, Ле-Ке, Мирагоан, Пор-де-Пе, Порт-о-Пренс, Сен-Марк.

## Коммуникации
- Телефонные линии — 145,3 тысяч.
- Мобильные сотовые телефоны — 140 тысяч. Внутренняя связь (коаксиальный кабель и микроволновая радиорелейная транковая связь) неудовлетворительна. Услуги международной связи лишь немногим лучше. Код — 509. Имеется 1 наземная спутниковая станция Интелсат (Атлантический океан).
- Радиовещательные станции:
  - AM — 41
  - FM — 26.
- Телевизионные вещательные станции — 2 (и кабельная служба телевидения) (1997).
- Интернет-код страны — .ht
- Количество пользователей Интернета — 650 тыс. (2006 год).

## Финансы
Денежная единица Гаити — гурд (HTG). Эмиссию осуществляет Банк Республики Гаити. Золотовалютные резервы Гаити составляют примерно 80,64 млн долларов, внешний долг — 1,2 млрд, получение экономической помощи — 150 млн.

## Торговля
- Экспорт: $493 млн.
- Статьи экспорта: текстиль, кофе, какао.
- Партнёры по экспорту: США 80 %, Доминиканская республика 7,6 %, Канада 3 %.
- Импорт: $1,548 млрд.
- Статьи импорта: продовольствие, машины и оборудование, топливо.
- Партнёры по импорту: США 46,5 %, Нидерландские Антильские острова 11,9 %, Бразилия 3,8 %.